# Manjhanpur
Manjhanpur là một thị xã và là một nagar panchayat của quận Kaushambi thuộc bang Uttar Pradesh, Ấn Độ.

## Địa lý
Manjhanpur có vị trí 25°32′B 81°23′Đ / 25,53°B 81,38°Đ Nó có độ cao trung bình là 90 mét (295 feet).

## Nhân khẩu
Theo điều tra dân số năm 2001 của Ấn Độ, Manjhanpur có dân số 14.150 người. Phái nam chiếm 53% tổng số dân và phái nữ chiếm 47%. Manjhanpur có tỷ lệ 55% biết đọc biết viết, thấp hơn tỷ lệ trung bình toàn quốc là 59,5%: tỷ lệ cho phái nam là 64%, và tỷ lệ cho phái nữ là 44%. Tại Manjhanpur, 17% dân số nhỏ hơn 6 tuổi.